# Генеральный прокурор Российской Федерации

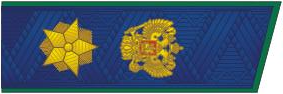
Погон Генерального прокурора РФ, действительного государственного советника юстиции

Генера́льный прокуро́р Росси́йской Федера́ции — высшее должностное лицо в системе российской прокуратуры. Генеральный прокурор Российской Федерации, заместители Генерального прокурора Российской Федерации назначаются на должность после консультаций с Советом Федерации и освобождаются от должности Президентом Российской Федерации. Срок полномочий Генерального прокурора РФ — 5 лет.
Генеральный прокурор руководит системой Прокуратуры и непосредственно возглавляет Генеральную прокуратуру Российской Федерации. Он назначает на должность прокуроров городов и районов, а также иных приравненных прокуроров Российской Федерации.
Генеральному прокурору Российской Федерации присваивается классный чин действительного государственного советника юстиции.

## Изменения статуса
Статус Генерального прокурора Российской Федерации устанавливается в ст. 129 Конституции РФ. До внесения изменений в эту статью в 2020 году, Генеральный прокурор Российской Федерации и заместители Генерального прокурора Российской Федерации назначались на должность и освобождались от должности Советом Федерации по представлению Президента Российской Федерации. В текущей формулировке, Генеральный прокурор Российской Федерации, заместители Генерального прокурора Российской Федерации назначаются на должность после консультаций с Советом Федерации и освобождаются от должности Президентом Российской Федерации. 

## Генеральные прокуроры РСФСР/Российской Федерации
1. Степанков Валентин Георгиевич (назначен постановлением Верховного Совета РСФСР от 28 февраля 1991 г. № 751-I; утверждён постановлением Съезда народных депутатов РСФСР от 5 апреля 1991 г. № 1015-I; переназначен указом президента Российской Федерации от 22 сентября 1993 г. № 1413; освобождён от обязанностей указом президента Российской Федерации от 5 октября 1993 г. № 1583)[2][3]
2. Казанник Алексей Иванович (назначен указом президента Российской Федерации от 5 октября 1993 г. № 1584; отставка с должности принята указом президента Российской Федерации от 12 марта 1994 г. № 465; освобождён от должности постановлением Совета Федерации от 25 апреля 1994 г. № 101-I СФ)
3. Ильюшенко Алексей Николаевич (исполнение обязанностей до назначения Генерального прокурора Российской Федерации возложено указом президента Российской Федерации от 26 февраля 1994 г. № 391; представленная президентом Российской Федерации кандидатура для назначения на должность генерального прокурора отклонена постановлениями Совета Федерации от 25 апреля 1994 г. № 99-I СФ и от 25 октября 1994 г. № 221-I СФ; освобождён от исполнения обязанностей указом президента Российской Федерации от 8 октября 1995 г. № 1027)
4. Гайданов Олег Иванович (временное исполнение обязанностей до назначения Генерального прокурора Российской Федерации возложено указом президента Российской Федерации от 8 октября 1995 г. № 1028)
5. Скуратов Юрий Ильич (назначен постановлением Совета Федерации от 24 октября 1995 г. № 629-I СФ; отстранён от должности на период расследования возбуждённого в отношении него уголовного дела указом президента Российской Федерации от 2 апреля 1999 г. № 415; предложение президента Российской Федерации об освобождении от должности отклонено постановлениями Совета Федерации от 17 марта 1999 г. № 78-СФ, от 21 апреля 1999 г. № 154-СФ и от 13 октября 1999 г. № 396-СФ; освобождён от должности постановлением Совета Федерации от 19 апреля 2000 г. № 70-СФ)
6. Устинов Владимир Васильевич (назначен постановлением Совета Федерации от 17 мая 2000 г. № 99-СФ; вновь назначен постановлением Совета Федерации от 13 апреля 2005 г. № 102-СФ; освобождён от должности постановлением Совета Федерации от 2 июня 2006 г. № 151-СФ)
7. Чайка Юрий Яковлевич (назначен постановлением Совета Федерации от 23 июня 2006 г. № 180-СФ; вновь назначен постановлением Совета Федерации от 22 июня 2011 г. № 242-СФ; в третий раз назначен постановлением Совета Федерации от 15 июня 2016 г. 232-СФ[4]; освобождён от должности постановлением Совета Федерации от 22 января 2020 г. № 1-СФ)
8. Краснов Игорь Викторович (назначен постановлением Совета Федерации от 22 января 2020 г. № 2-СФ; вновь назначен указом Президента Российской Федерации от 22 января 2025 г. № 35[5])

## Исполняющие обязанности генерального прокурора Российской Федерации
В период отстранения от должности Ю. И. Скуратова обязанности генерального прокурора Российской Федерации исполняли первый заместитель генерального прокурора Российской Федерации Ю. Я. Чайка (до 6 августа 1999 г.) и заместитель генерального прокурора Российской Федерации В. В. Устинов (с 6 августа 1999 г.).